# Anton Scharnagl

Anton Scharnagl (um 1932)

Anton Scharnagl (* 15. November 1877 in München; † 19. Januar 1955 ebenda) war ein bayerischer katholischer Geistlicher und Weihbischof im Erzbistum München und Freising. Zudem war er Abgeordneter im Bayerischen Landtag. Seine Liebesverhältnisse zu Frauen machten ihn erpressbar, sodass er der Geheimen Staatspolizei kircheninterne Informationen lieferte.

## Werdegang
Anton Scharnagl wurde als Sohn des Bäckermeisters Karl Scharnagl geboren und war Bruder des Politikers Karl Scharnagl. Nach Volksschule und der Reifeprüfung 1896 am Wilhelmsgymnasium München studierte er Philosophie, Theologie und Rechtswissenschaften an der Ludwig-Maximilians-Universität München und der Rheinischen Friedrich-Wilhelms-Universität Bonn. In München wurde er Mitglied der katholischen Korporation Alemannia München im Kartellverband und übernahm dort mehrere Chargen. Später wurde er noch Mitglied in den katholischen Studentenvereinen Walhalla Würzburg, Isaria Freising, Germania-Hohentwiel Freiburg und Karolingia München.

### Priester und Weihbischof
1901 empfing er die Priesterweihe und war zunächst in der Seelsorge tätig. Von 1904 bis 1906 war er Kurat im Priesterhaus St. Johann Nepomuk an der Asamkirche und von 1906 bis 1911 Benefiziat am Dom zu unserer lieben Frau, jeweils in München.
Gleichzeitig habilitierte er sich im Jahr 1908 und wurde als Privatdozent für Kirchenrecht an der theologischen Fakultät der Universität München tätig. Als außerordentlicher Professor für Kirchenrecht, bayerisches Staats- und Verwaltungsrecht kam er 1911 an die Philosophisch-theologische Hochschule Freising. Scharnagl wurde in Freising 1919 zum ordentlichen Professor ernannt und übernahm 1929 als Rektor die Leitung dieser Hochschule.
Innerhalb des Erzbistums München und Freising bekleidete Scharnagl hohe kirchliche Ämter. 1930 wurde er im Münchener Metropolitankapitel infulierter Domdekan, nahm also die zweite Dignität und somit die zweite Leitungsrolle in diesem Gremium ein. Im Jahr 1934 wurde ihm die Aufgabe des Erzbischöflichen Offizials übertragen.
Die Nationalsozialisten suchten vertrauliche Informationen aus der Kirche und fanden in Scharnagl ein Opfer. Wegen Verletzung des Zölibats (Scharnagl hatte mehrere intime Beziehungen mit Frauen) konnte der Münchner Gestapo-Leiter Erich Isselhorst ihn unter Druck setzen. Es folgten ab 1939 mehrere Vorladungen in der Gestapo-Leitstelle Münchens und, um den Druck zu erhöhen, Hausdurchsuchungen in seiner Wohnung. Die Zusammenarbeit Scharnagls mit der Geheimpolizei ist erwiesen, die Tiefe seines Verrats bleibt ungeklärt. Nach dem Ende des Zweiten Weltkrieges kam Scharnagls Tätigkeit für die Gestapo an die Öffentlichkeit.  Seine Einstufung in einem Spruchkammerverfahren „als nicht betroffen“ erwies sich als falsch.
Am 10. April 1943 wurde er zum Titularbischof von Zenopolis in Isauria und Weihbischof im Erzbistum München und Freising ernannt, die Bischofsweihe empfing er am 9. Mai 1943 durch Michael Kardinal von Faulhaber. Kokonsekratoren waren der Augsburger Weihbischof Franz Xaver Eberle sowie der Regensburger Weihbischof Johann Baptist Höcht. Scharnagl übernahm dann auch als Dompropst die Leitung des Metropolitankapitels.
Im Jahr 1945 war Scharnagl einer der Initiatoren bei der Gründung des Katholischen Männervereins Tuntenhausen. Der Verein gilt als Herz des politischen Katholizismus im Freistaat Bayern.
Scharnagl ist Verfasser zahlreicher Schriften auf dem Gebiet des Kirchenrechts und war Mitarbeiter am Staatslexikon der Görres-Gesellschaft.

### Politiker der BVP, Mitglied des Landtags
Er betätigte sich politisch in der Bayerischen Volkspartei (BVP). Als deren Abgeordneter gehörte er dem Stadtrat von Freising und ab 1919 dem Kreistag von Oberbayern an, wo er den Fraktionsvorsitz seiner Partei innehatte. Bei den Landtagswahlen am 6. Juni 1920 zog er im Stimmkreis Freising in den Bayerischen Landtag ein, dem er bis zu dessen Gleichschaltung im April 1933 angehörte. Dort war er Vorsitzender des Haushaltsausschusses und führend in kirchen- und schulpolitischen Fragen. Insbesondere machte er sich beim Abschluss des Konkordats zwischen Bayern und dem Heiligen Stuhl verdient.

Scharnagls Grab auf dem Münchner Ostfriedhof

Scharnagl wohnte zuletzt im Haus Widenmayerstraße 2 im Münchner Stadtteil Lehel.

## Ehrungen
- Ernennung zum Päpstlichen Hausprälaten
- 1930: Ehrenbürger der Stadt Freising, für seinen Einsatz für den Ausbau des Hochschulstandorts in Weihenstephan, Ernennung am 8. April 1930
- 1930: Ehrendoktor der Landwirtschaft

## Schriften
- Der Begriff der Investitur in den Quellen und der Literatur des Investiturstreites (= Kirchenrechtliche Abhandlungen, Heft 56), Stuttgart 1908 (Nachdruck Amsterdam 1965).
- Das feierliche Gelübde als Ehehindernis. In seiner geschichtlichen Entwicklung (= Strassburger theologische Studien, Band 9, Heft 2/3), Freiburg i. Br. 1908
- Bayerisches Volksschulrecht (= Staatsbürger-Bibliothek, Heft 37), Mönchengladbach 1913.
- Bayerisches Staatskirchenrecht (= Staatsbürger-Bibliothek, Heft 55), Mönchengladbach 1915.
- Das bayerische Armenrecht (= Staatsbürger-Bibliothek, Heft 67), Mönchengladbach 1916.
- Religionsunterricht und Schule nach dem neuen kirchlichen Gesetzbuche (= Flugschrift, Vereinigung der Katholiken Deutschlands zur Verteidigung und Förderung der christlichen Schule und Erzählung, Nr. 13), (ohne Ort) 1916, in: Katechetische Blätter, Sept. 1918.
- Das neue kirchliche Gesetzbuch. Eine Einführung mit besonderer Berücksichtigung des bayerischen Rechtes, München, Regensburg, 1918, 2. vielfach vermehrte Auflage, München, Regensburg, 1918.
- Religionsunterricht und Schule nach dem neuen kirchlichen Gesetzbuch (= Schulpolitik und Erziehung, Neue Folge der Sammlung, Heft 15), 2., verbesserte und vermehrte Auflage, Düsseldorf, Mönchengladbach 1923.
- Die Schulpolitik in Bayern seit der Revolution (= Schulpolitik und Erziehung, Neue Folge, Heft 22), Düsseldorf, Mönchengladbach 1924, (aus: Schule und Erziehung, 1924, Heft 3).
- Die nationalsozialistische Weltanschauung, Eichstätt 1931, (aus: Klerusblatt, 1931, Nr. 9, Nr. 11, Nr. 12, Nr. 13).
- Die Gottlosenbewegung in Russland und Deutschland, München 1932.
- Nivard Neurauter (Autor), Anton Scharnagl (Anhang), Unsere heilige Kirche im Wandel der Jahrtausende. Illustrierte Geschichte der Kirche, München 1932.
- Katholisches Eherecht. Mit Berücksichtigung der in Deutschland, Oesterreich und der Schweiz geltenden staatlichen Eherechts, München 1935.
- Das neue deutsche Ehegesetz mit den für das Land Österreich und das Sudetenland geltenden Sondervorschriften, München 1939.
- Zur Geschichte des Reichsdeputationshauptschlusses von 1803. In: Historisches Jahrbuch, 70 (1950) S. 238–250.
- (in Verbindung mit dem Landessekretariat des Klerusverbandes), Friedhofs- und Begräbnisrecht. Kirchliches und staatliches Friedhofs- und Begräbnisrecht(= Klerusblatt, Juristische Beilage, Nr. 23), München 1950.
- (in Verbindung mit dem Landessekretariat des Klerusverbandes), Die apostolische Konstitution „Sponsa Christi“ vom 21. November 1950. Zur Förderung der weiblichen Orden. Kommentar (= Klerusblatt, Juristische Beilage, Nr. 22), München 1951.
- (in Verbindung mit dem Landessekretariat des Klerusverbandes), Die Säkular-Institute (= Klerusblatt, Juristische Beilage, Nr. 14), München 1951.
- Das Recht der Bekenntnisschule in Bayern nach dem Konkordat, der Bayerischen Verfassung und dem Schulorganisationsgesetz (= Das Recht der Bekenntnisschule in Bayern nach dem Konkordat, der Bayerischen Verfassung und dem Schulorganisationsgesetz, Teil 1.), (= Klerusblatt, Juristische Beilage, Nr. 10), München 1952.
- Das Bayerische Konkordat von 1924 und die Kirchenverträge (= Das Recht der Bekenntnisschule in Bayern nach dem Konkordat, der Bayerischen Verfassung und dem Schulorganisationsgesetz, Teil 2.), (= Klerusblatt, Juristische Beilage, Nr. 18), München 1952.
- Johann Valentin Hart (Hrsg.), Anton Scharnagl (Vorwort), Dr. Alois Rittler. Ein Kämpfer für christliche Sitte, Wahrheit und Recht, Würzburg 1953.
- Christoph Sätzl (Komponist), Anton Scharnagl (Hrsg. und Vorwort) Resonet in laudibus. Weihnachtsmotette, Partitur, Altötting 1955.